# Chrtníky
Obec Chrtníky se nachází v okrese Pardubice, kraj Pardubický, asi sedm kilometrů jižně od města Přelouč. Žije zde 111 obyvatel. 

## Historie
První písemná zmínka o obci pochází z roku 1397.